# Geschützter Landschaftsbestandteil Bucksiepen

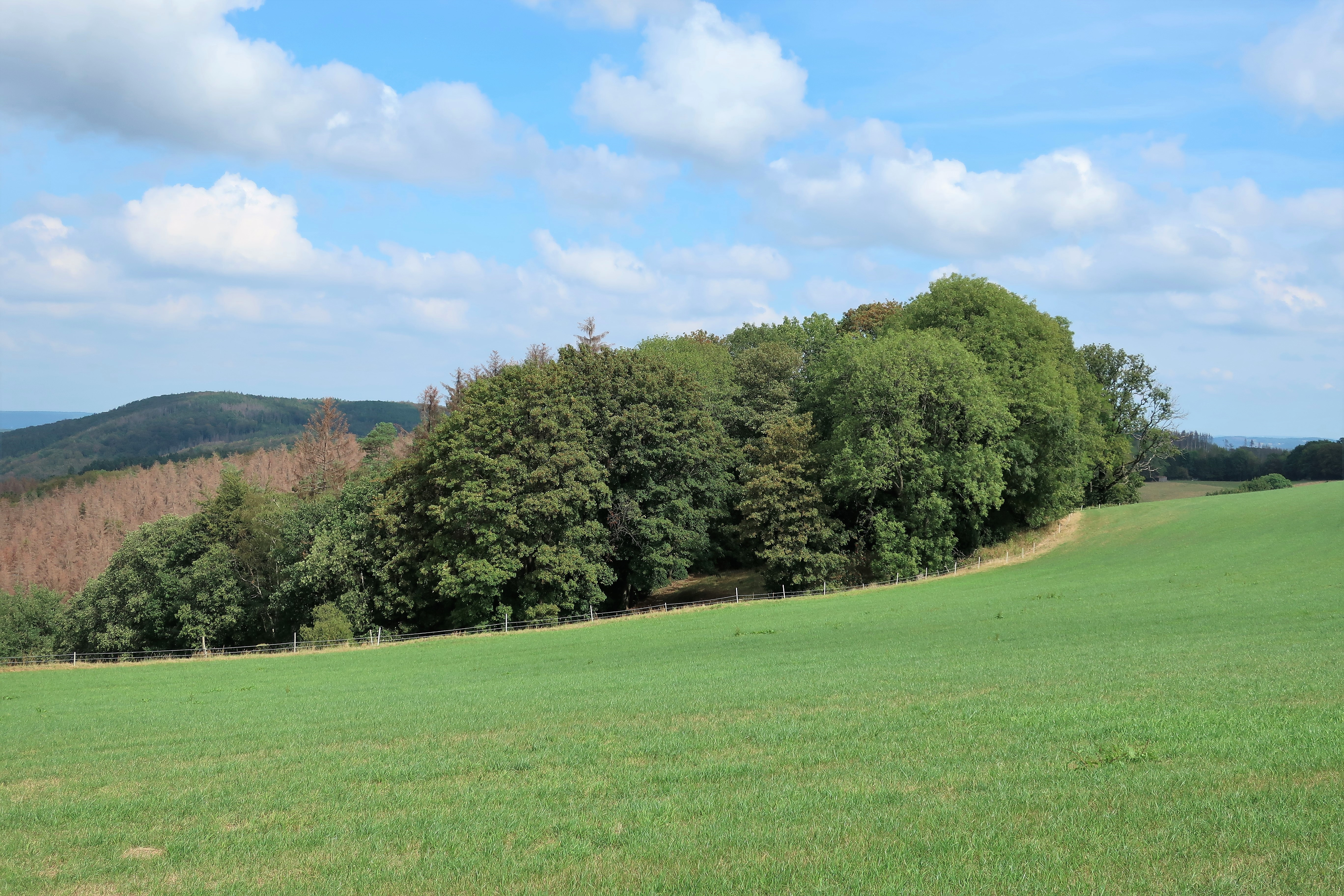
Geschützter Landschaftsbestandteil Bucksiepen

Der Geschützte Landschaftsbestandteil Bucksiepen mit einer Flächengröße von 4,2 ha liegt auf dem Gebiet der kreisfreien Stadt Hagen in Nordrhein-Westfalen. Der LB wurde 1994 mit dem Landschaftsplan der Stadt Hagen vom Stadtrat von Hagen ausgewiesen.

## Beschreibung
Beschreibung im Landschaftsplan: „Der Landschaftsbestandteil liegt nordwestlich der Ortschaft Wahl. Es handelt sich um einen naturnahen Bachlauf mit Quellwiesen und anderen Quellbereichen, Auwaldresten (Erlen-Eschenwald), bachbegleitenden Ufergehölzen und einer angrenzenden Wiesenbrache mit einem Kleingewässer.“

## Schutzzweck
Laut Landschaftsplan erfolgte die Ausweisung „zur Sicherung der Leistungsfähigkeit des Naturhaushalts durch Erhalt einer naturnahen Bachaue als Lebensraum, insbesondere für die charakteristischen Lebensgemeinschaften der Fließgewässer einschließlich der Quellzonen, Naßwiesen, Kleingewässer und Auenwälder und deren charakteristischen Tier- und Pflanzenarten und zur Gliederung und Belebung des Landschaftsbildes durch Sicherung naturnaher und vielfältiger Landschaftselemente.“